# Іква (притока Стиру)
І́ква — річка в Україні, в межах Золочівського району Львівської області, Кременецького району Тернопільської області та Дубенського району Рівненської області. Права притока Стиру (басейн Дніпра).

## Опис
Довжина Ікви 155 км, площа басейну 2250 км². Долина річки у верхів'ї коритоподібна, з крутими схилами, нижче ширина її перевищує 5 км. Заплава переважно двостороння, подекуди заболочена, від 100—200 до 650 м. Річище слабозвивисте (найбільше меандрів — біля сіл Війниці та Остріїв), на окремих ділянках зарегульоване ставками і водосховищами (зокрема Млинівське). Ширина річища від 5 до 25 м, глибина 0,5—2,2 м. Похил річки 0,89 м/км. Пересічна витрата води 5,5 м³/с, максимальна — 77 м³/с. Гідрологічні пости біля с. Млинівці (від 1945) та біля смт Млинів (від 1939).

## Розташування
Іква бере початок у селі Черниця. У межах Львівської області тече зі заходу на схід, у Тернопільській області повертає на північ та північний схід, а від міста Дубна (Рівненська область) до гирла тече на північний захід. Впадає у Стир поблизу села Торговиці (Рівненська область).

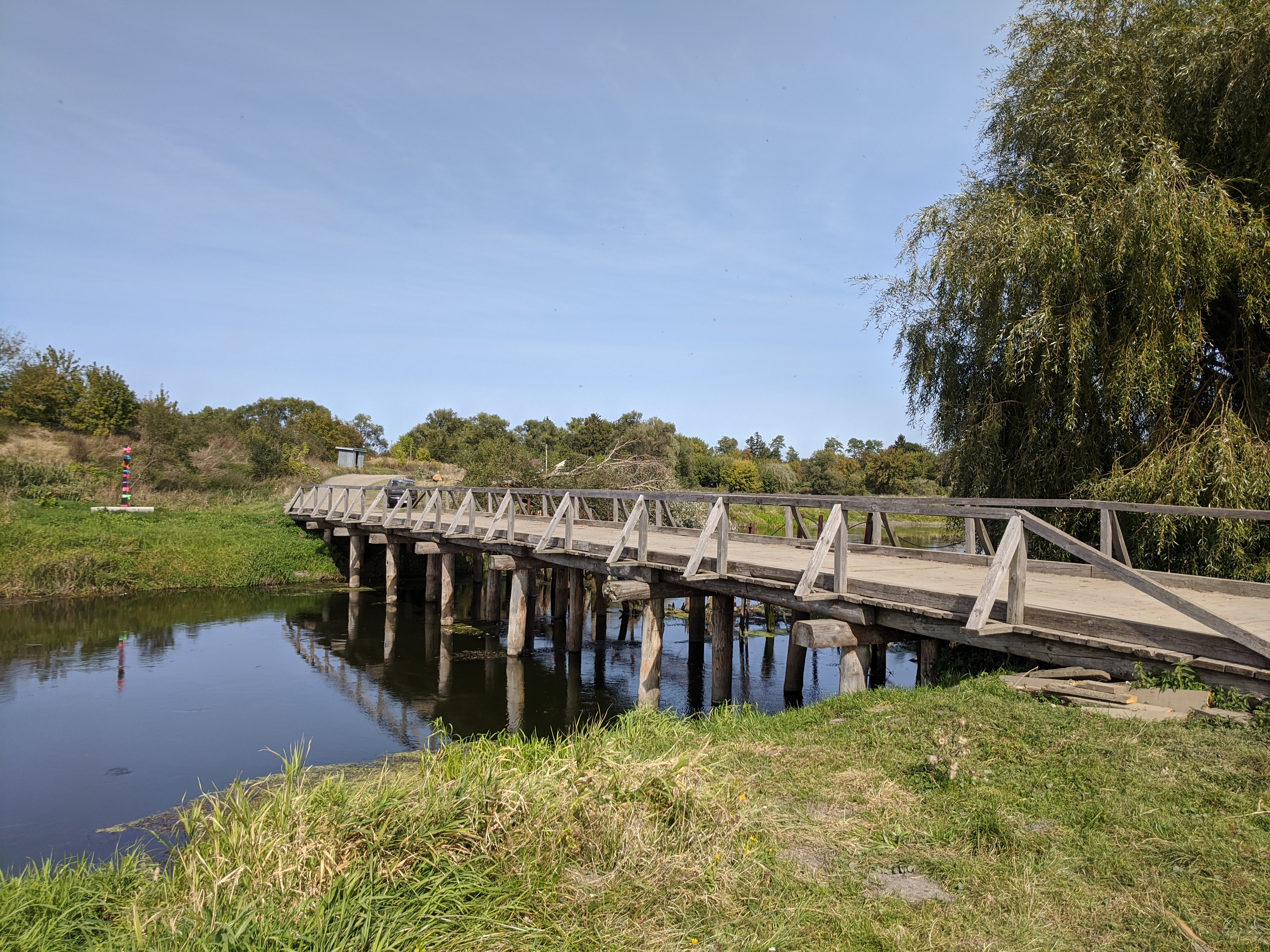
Міст через Ікву біля Добрятина

Протікає через Вороняки, повз Кременецькі гори (з заходу та північного заходу), що на території національного природного парку «Кременецькі гори», через Кременецько-Дубнівську рівнину та Волинську височину (зокрема зі сходу та півночі Повчанської височини).
Протікає через місто Дубно і смт Млинів, а також багато сіл: Андруга, Берег, Богданівка, Великі Млинівці, Добрятин, Дунаїв, Іква, Коблин, Комарівка, Куликів, Малі Бережці, Мантин, Маслянка, Миньківці, Новий Кокорів, Новина-Добрятинська, Озліїв, Остріїв, Рудка, Попівці, Савчиці, Сапанів, Сапанівчик, Старий Кокорів, Стоморги, Травневе та Черниця. 

## Притоки

### Ліві
- Сосновик
- Вірлянка
- Повчанка
- Річка без назви бере початок у селі Онишківці. Тече переважно на північний схід через Тур'я і впадає у Ікву між селами Миньківці та Берег. У XIX столітті у селах Онишківці і Тур'я працювали водяні млини.[3] [4]

- Річка без назви. Бере початок у селі Смордва. Тече переважно на північний захід через село Перевередів і проти Добрятина впадає в Ікву. У XIX столітті на річці у селах Смордва, Перевередів існували водяні млини[5][3].

### Праві
- Самець
- Людомирка
- Тартачка
- Галка
- Липка.